# طواف

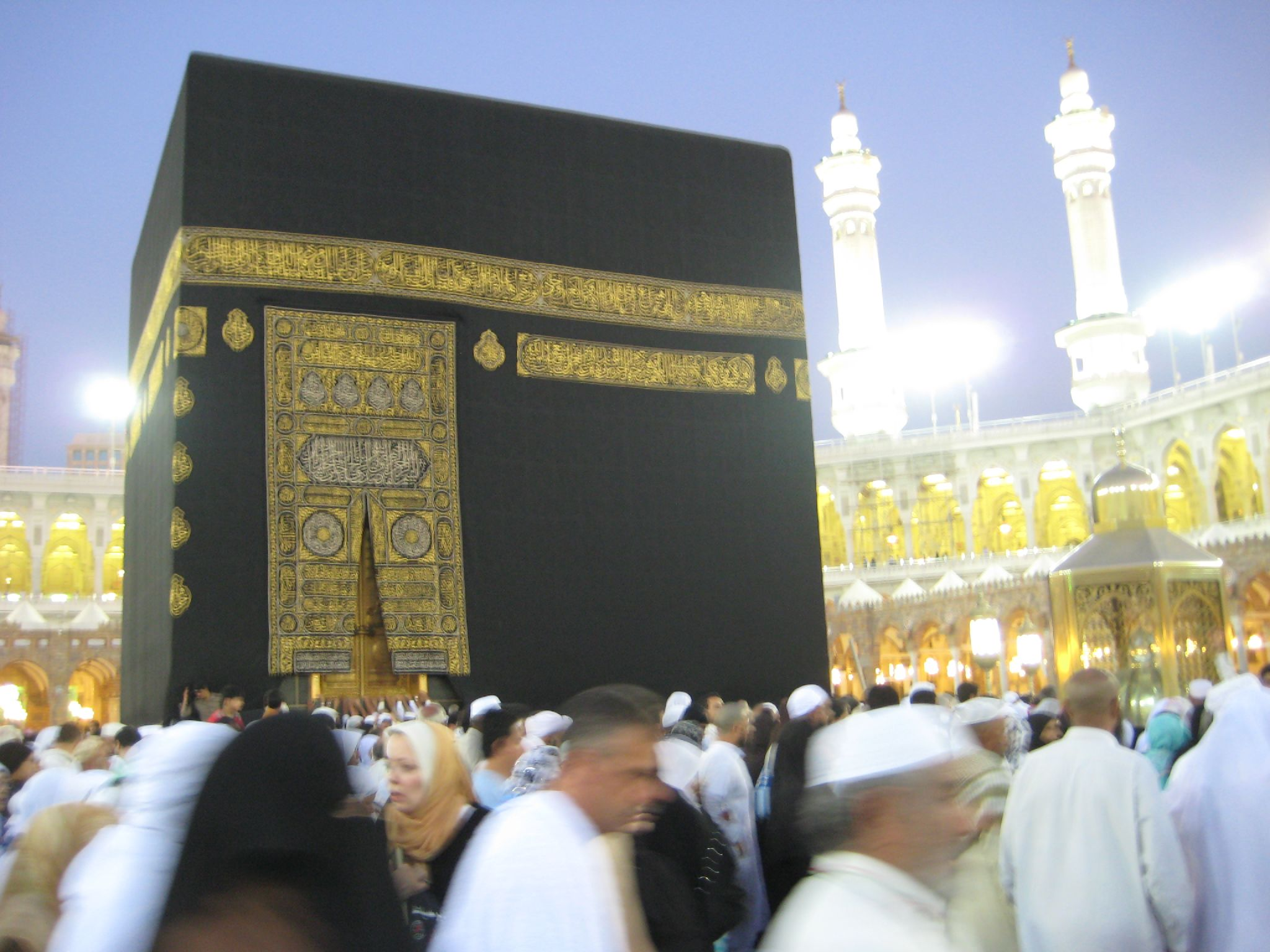
الطواف حول الكعبة.

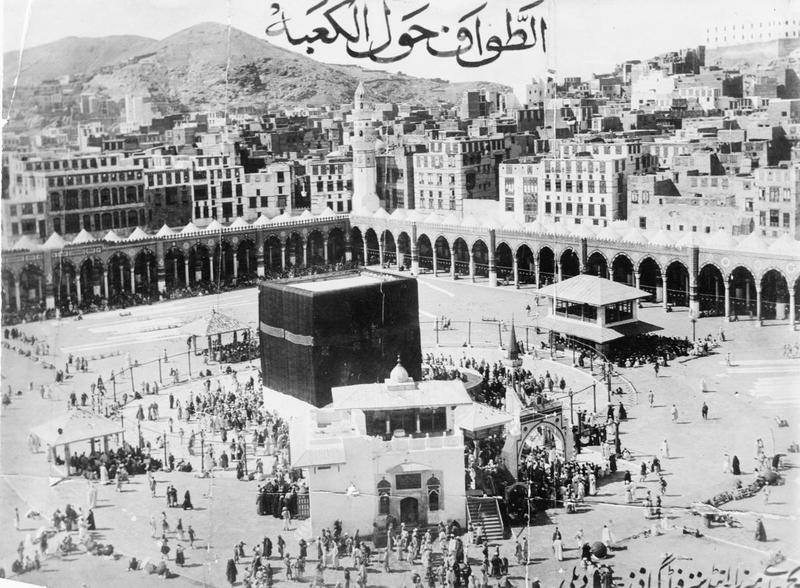

الطَّوَافُ، لُغَةً: الدوران حول الشيء، يقال: طاف حول الكعبة وبها يَطوف طَوْفًا وَطَوَفَانًا، وطَوَّفَ وتَطوَّفَ بها، وَالمَطاف: مَوْضِعُ الطَّوَافِ واصطلاحًا: أحدُ أركان الحج والعُمْرة، سبعةُ أشواطٍ يقوم به الحاجُّ أو المُعتمِر حول الكعبة، يبدأ كل شوط أمامَ الحجر الأسود، وينتهي به، يجعل المعتمر أو الحاج الكعبة عن يساره في أثناء الطواف، ويُسَنُّ أن يَرمُلَ المعتمر في الأشواط الثلاثة الأولىٰ، والرَّمَل: مُسارَعة المَشْيِ مع تقارب الخُطُوات، ويُسَنُّ أن يَضطبِعَ المعتمر أو الحاج في طوافه كُلِّه، والاضطباع: أن يُدخِلَ وَسَطَ ردائه تحتَ إبِطِه الأيمن، ويَرُدَّ طرَفَيْهِ علىٰ مَنكبِه (عاتِقِه) الأيسر، فيبقىٰ مَنكِبُه الأيمن مكشوفًا، والأيسر مُغَطًّى، ويُزيل المعتمر الاضطباع إذا فَرَغَ من طوافه، ويُسَنُّ لمن يَطَّوَّفُ أن يستلم الحجر الأسود (أي: يَلمِسَه بيده)، ويُقَبِّلَه عند مروره به، فإن لم يستطع، استلَمَه بيده وقبَّلَها، فإن لم يستطع، استلَمَه بشيء معه (كالعصا، وما شابهها) وقَبَّل ذلك الشيء، فإن لم يستطع أشار إليه بيده ولم يُقَبِّلْها. وتحصل السنة بذلك، خصوصا عند الزِحام. فلا يزاحم من أجل ذلك؛ لما فيه من إيذاء الآخرين، وهو منهي عنه شرعًا، كما في تخطي رقاب المصلين.

## أنواع الطواف
1. طواف القدوم وهو تحية البيت الحرام، لمن دخل مكة.
2. طواف الإفاضة ويسمى: «طواف الركن» وهو من أركان الحج، وأعمال يوم عيد الأضحى.
3. طواف العمرة وهو أحد أركان العمرة.
4. طواف الوداع لمن فارق مكة، حاجا كان أو معتمراً.

## شروط صحة الطواف
1- (الإسلام): فلا يصح الطواف، باتفاق العلماء،  من الكافر، لأن الطواف عبادة، والعبادة لا تصح ولا تقبل من الكافر.
2- (العقل)؛ وهو مذهب الحنفية والحنابلة، ولم يشترط المالكية والشافعية ذلك، قياسا على صحة الطواف من الصبي غير المميز إذا نوى عنه وليه.
3- (النية)؛ وهذا متفق عليه بين العلماء، لقول النبي صلى الله عليه وسلم (إِنَّمَا الأَعْمَالُ بِالنِّيَّاتِ، وَإِنَّمَا لِكُلِّ امْرِئٍ مَا نَوَى) رواه البخاري مسلم.
4- (ستر العورة): فلو طاف وهو عريان، فإنه لا يصح طوافه؛ لأمر النبي صلّى الله عليه وسلّم بأن ينادى في الحج: (لا يحج بعد العام مشرك [يعني العام التاسع] ولا يطوف بالبيت عريان) أخرجه البخاري ومسلم.
قال الشيخ ابن عثيمين: " فإن طاف وهو عريان لم يصح؛ لأنه طواف منهي عنه، وإذا كان منهياً عنه، فقد قال النبي صلّى الله عليه وسلّم: (من عمل عملاً ليس عليه أمرنا فهو رد).
5- (طهارة الحدث).
6- (طهارة الثوب والبدن من النجاسة عند جمهور العلماء).
7- (أن يطوف سبعة أشواط كاملة)، فلو نقص خطوة من السبع لم يكتمل طوافه.
قال النووي: «شرط الطواف أن يكون سبع طوفات، كل مرة من الحجر الأسود إلى الحجر الأسود، ولو بقيت خطوة من السبع لم يحسب طوافه، سواء كان باقيا في مكة أو انصرف عنها وصار في وطنه، ولا ينجبر شيء منه بالدم، ولا بغيره».
8- أن يجعل البيت عن يساره): لأن النبي صلى الله عليه وسلم طاف جاعلاً البيت عن يساره، وقد قال: (لِتَأْخُذُوا مَنَاسِكَكُمْ) رواه مسلم.
9- (أن يكون الطواف بجميع البيت): فلا يطوف من داخل الحِجْر ليختصر المسافة، ومن فعل ذلك فطوافه غير صحيح.
10- (أن يطوف ماشيا مع القدرة على المشي): وهذا هو قول جمهور أهل العلم خلافا للشافعية.
قال الشيخ ابن عثيمين رحمه الله:
«الذي يظهر لي أنه لا يجوز الركوب في الطواف، سواء على بعير أو على الأكتاف أو في العربيات، إلا إذا كان هناك حاجة، الحاجة: كمرض الإنسان وكبره والزحام الشديد الذي لا يتحمله، لأن مع الزحام بعض الناس يتحمله وبعض الناس لا يتحمله، فالمهم إذا كان لعذر فلا بأس وإذا لم يكن لعذر فلا يجوز».
11- (أن يوالي بين الأشواط).
12- (أن يكون الطواف داخل المسجد الحرام): لأن الواجب على المسلم أن يطوف بالبيت، وإذا طاف خارج المسجد فقد طاف بالمسجد وليس بالبيت.
قال الشيخ ابن عثيمين: «قال العلماء: يشترط لصحة الطواف أن يكون في المسجد الحرام، وأنه لو طاف خارج المسجد ما أجزأه؛ فلو أراد الإنسان ــــ مثلا ــــ أن يطوف حول المسجد الحرام من خارج فإنه لا يجزئ؛ لأنه يكون حينئذ طائفا بالمسجد لا بالكعبة؛ أما الذين يطوفون في نفس المسجد سواء فوق أو تحت، فهؤلاء يجزئهم الطواف؛ وعلى هذا يجب الحذر من الطواف في المسعى، أو فوقه؛ لأن المسعى ليس من المسجد».
13- (أن يبتدئ الطواف من الحجر الأسود) فإن ابتدأ من عند باب الكعبة فإن طوافه ناقص غير صحيح.
قال الشيخ ابن عثيمين: «بعض الناس يبتدئ من عند باب الكعبة، ولا يبتدئ من الحجر الأسود، والذي يبتدئ من عند باب الكعبة ويتم طوافه على هذا الأساس، لا يعتبر متما للطواف لأن الله تعالى يقول: (وليطوفوا بالبيت العتيق) وقد بدأ النبي صلى الله عليه وسلم من الحجر الأسود، وقال للناس: (لتأخذوا عني مناسككم) وإذا ابتدأ من عند الباب، أو من دون محاذاة الحجر الأسود ولو بقليل، فإن هذا الشوط الأول الذي ابتدأه يكون لاغيا، لأنه لم يتم، وعليه أن يأتي ببدله إن ذكر قريبا، وإلا فليعد الطواف من أوله».

## سنن الطواف
1- استقبال الحجر الأسود، واستلامه.
2- الاضْطِبَاع في طواف القدوم للرجال.
3- الرَّمَل في الأشواط الثلاثة الأولى.(الرَّمَل: هو الإسراع في المشي).
4- استلام الركن اليَمَاني.

## معرض الصور

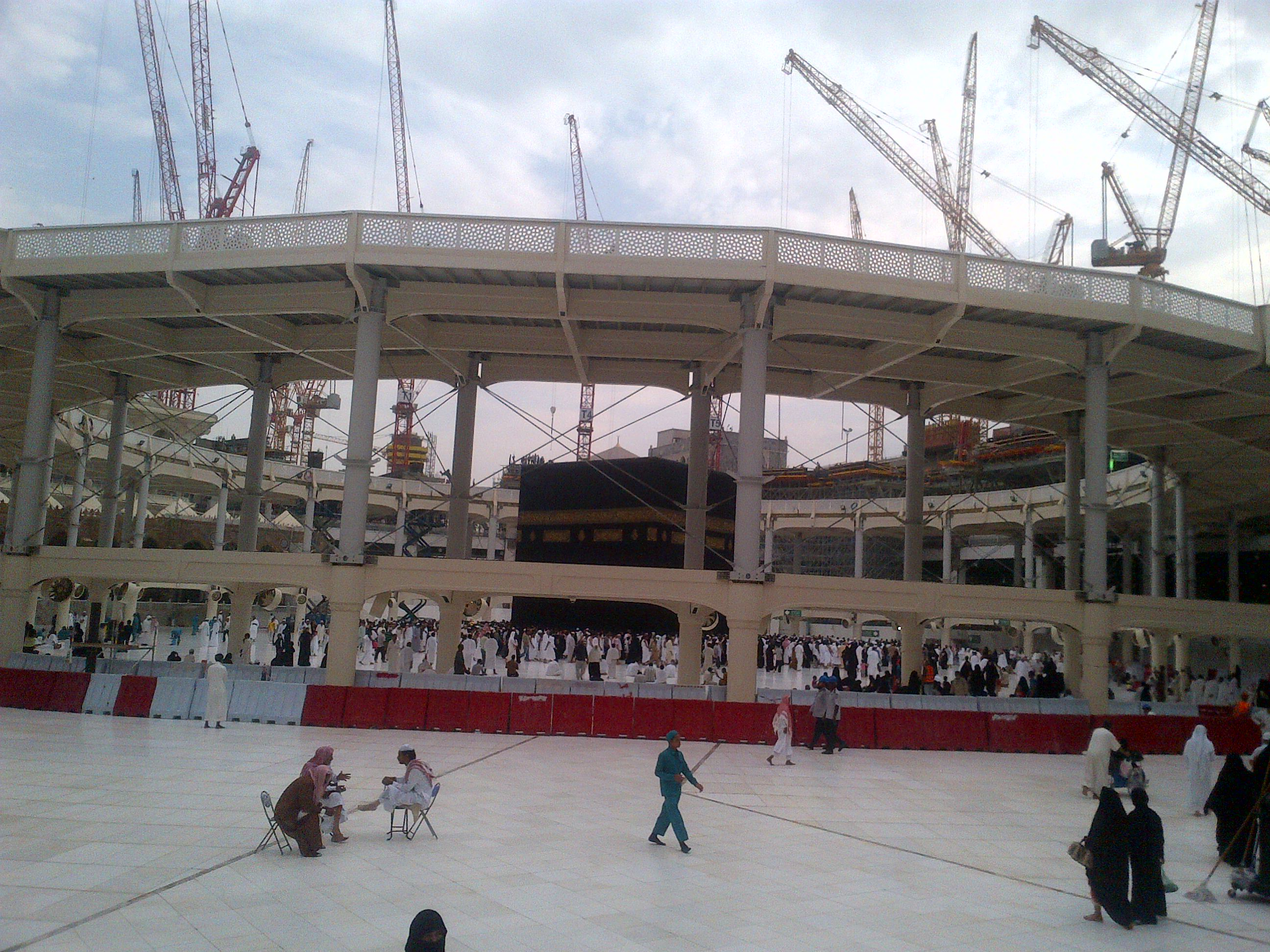
المطاف المؤقت القديم حول الكعبة
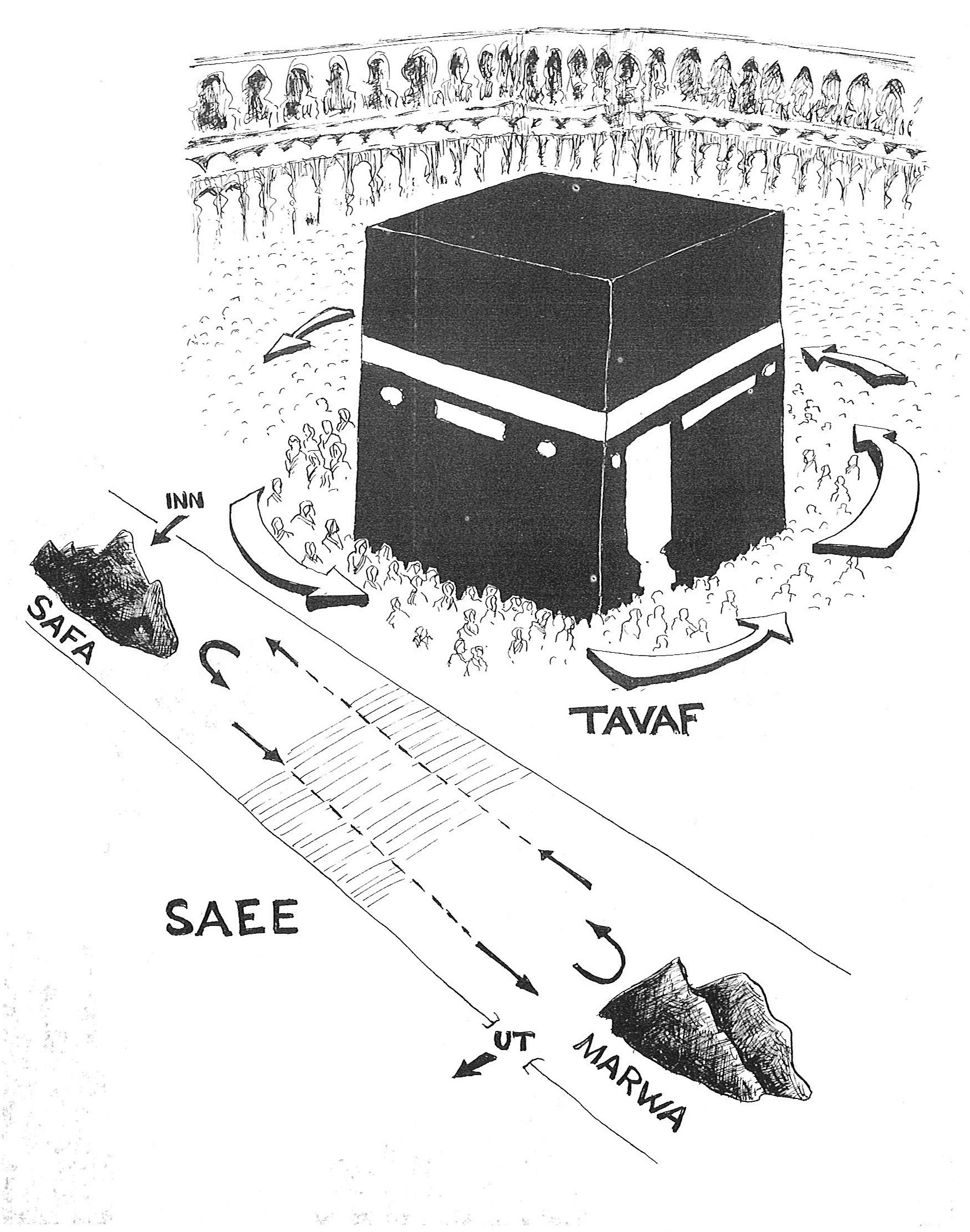
رسم للمطاف والمسعى